# Ianthella aerophoba
Ianthella aerophoba är en svampdjursart som först beskrevs av Lendenfeld 1883.  Ianthella aerophoba ingår i släktet Ianthella och familjen Ianthellidae.
Artens utbredningsområde är Sydaustralien. Inga underarter finns listade i Catalogue of Life.